# سافایر تکنولوژی

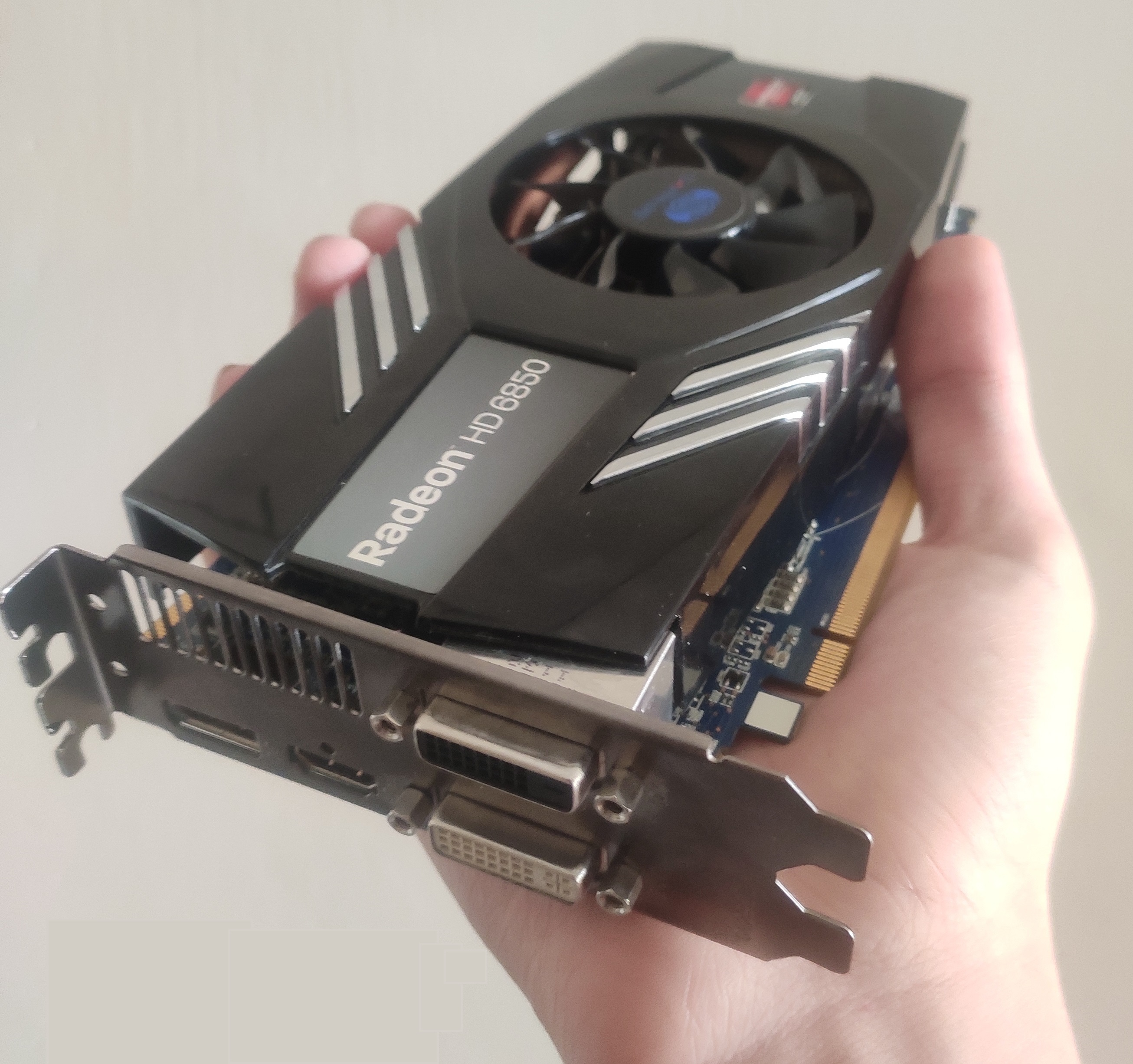
کارت گرافیک سافایر اچ دی ۶۸۵۰

سافایر تکنالوجی لیمیتد (به چینی: 藍寶科技) (به انگلیسی: .Sapphire Technology Limited) شرکت هنگ کنگی تولیدکننده سخت‌افزار رایانه و محصولات فناوری است که در سال ۲۰۰۱ تأسیس شد.
محصولات سافایر بر اساس واحدهای پردازش گرافیکی(GPU) شرکت ای ام دی(ای تی آی) و اینتل است.
سافایر اولین شرکتی بود که بر روی کارت‌های گرافیکی خود از اچ دی ام آی استفاده کرد.
همچنین این شرکت اولین شرکتی بود که یک کارت گرافیک با سرعت کلاک مموری ۱ گیگاهرتز(۱۰۰۰ مگاهرتز) منتشر کرد (اشاره به Sapphire Atomic Edition HD 4890 که از واحد پردازشگر گرافیکی ATI HD 4890 استفاده می‌کند)
از سال ۲۰۰۷، سافایر دارای گواهی نامه‌های ISO 9001 و ISO 14001 نیز می‌باشد.